# Italienische Botschaft in Berlin

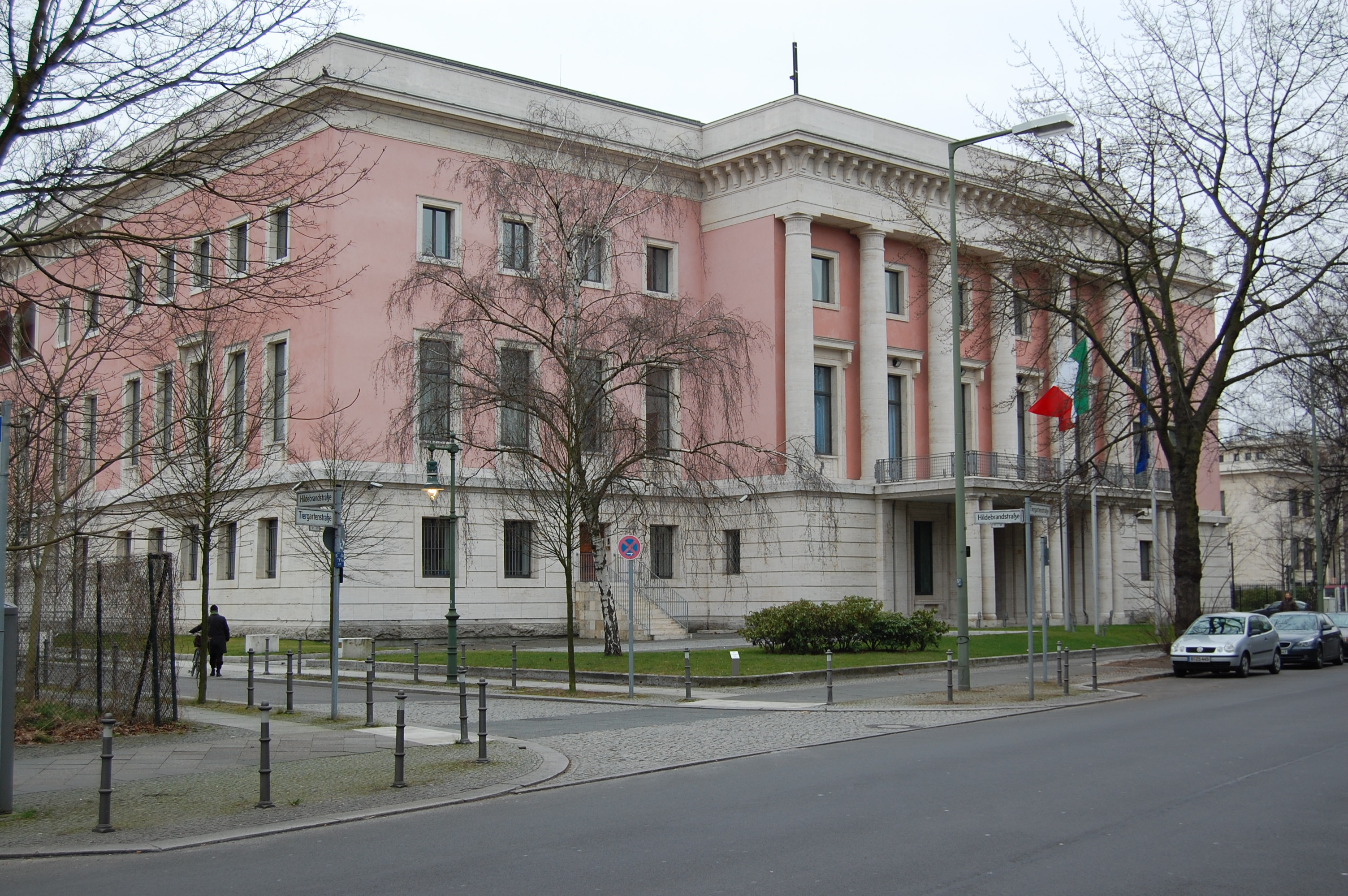
Botschaftsgebäude

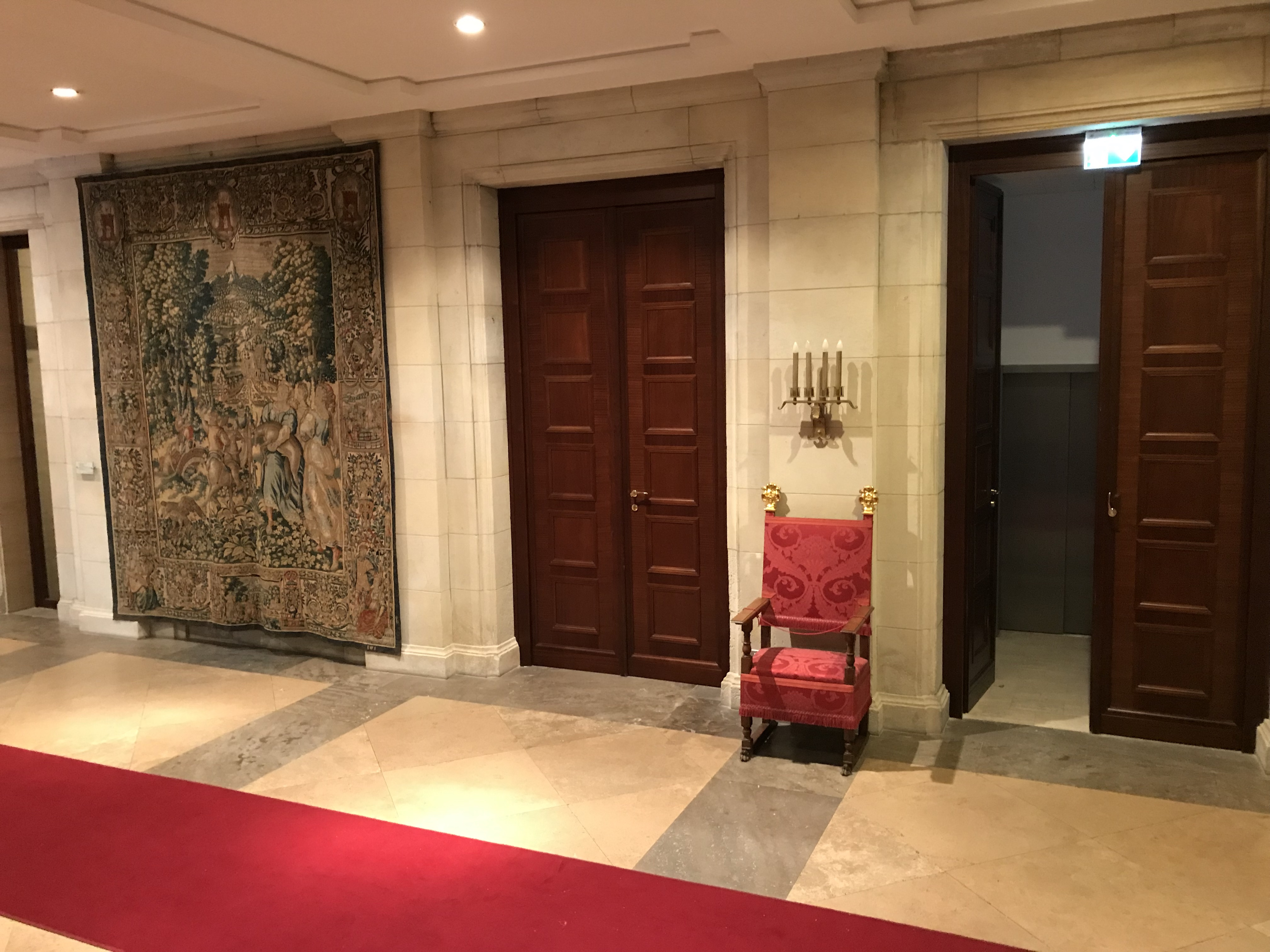
Innenraum der Botschaft

Die italienische Botschaft in Berlin ist die diplomatische Vertretung Italiens in Deutschland. Sie befindet sich in der Hiroshimastraße 1 im Berliner Ortsteil Tiergarten des Bezirks Mitte im Botschaftsviertel.
Die dreiflügelige Anlage wurde von 1938 bis 1941 nach Plänen Friedrich Hetzelts als Botschaftsgebäude des faschistischen Italiens errichtet und im Zweiten Weltkrieg teilweise zerstört. Infolge der Verlegung des deutschen Parlaments- und Regierungssitzes nach Berlin fiel 1992 die Entscheidung zur Rückversetzung des italienischen Botschaftssitzes nach Berlin. Der Wiederaufbau des Gebäudes begann 1997 und war mit der Wiedereröffnung der Botschaft am 22. Juni 2003 abgeschlossen.

## Geschichte

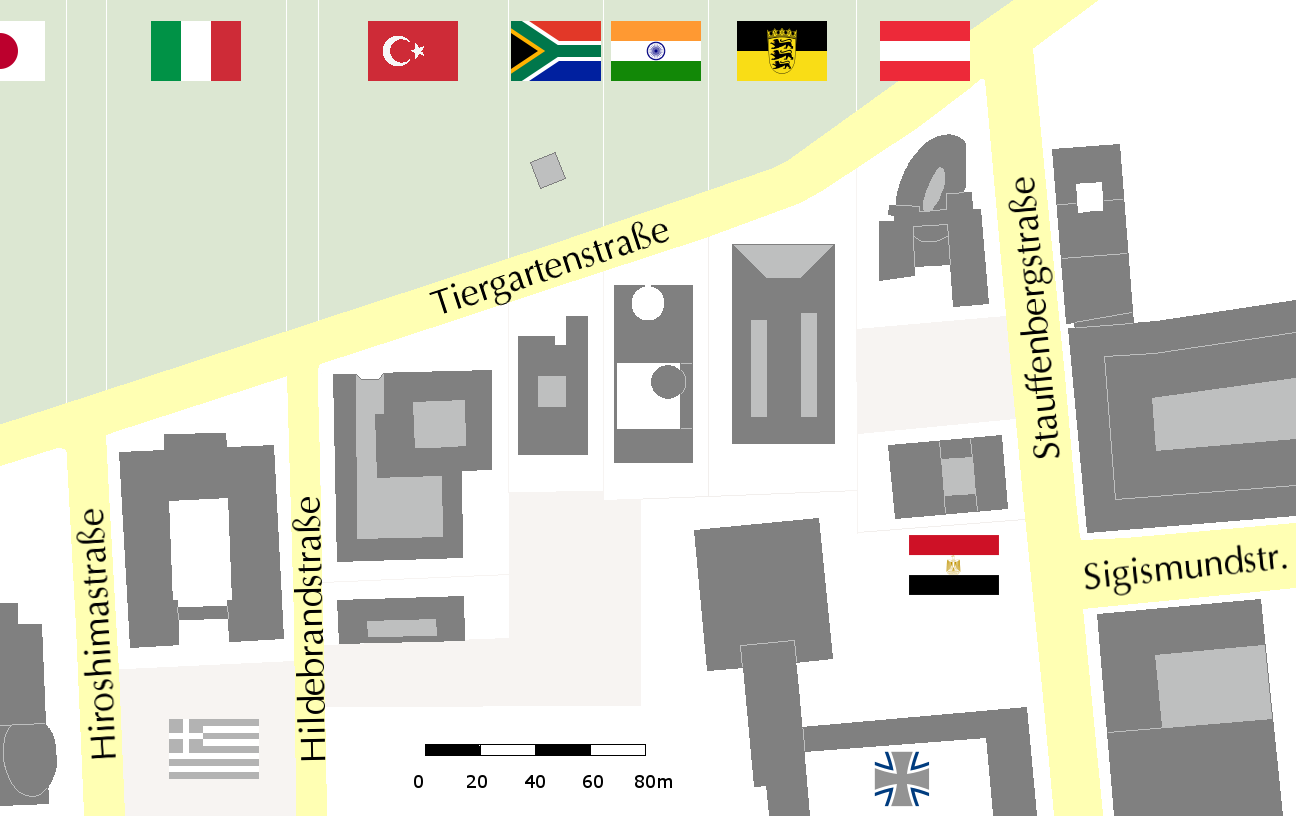
Lage der Botschaft

Zu Beginn des 20. Jahrhunderts hatte die italienische Botschaft ihren Sitz in der Viktoriastraße 36 am Tiergarten nahe dem Kemperplatz. 
Mitte der 1930er Jahre befand sich die italienische Botschaft auf dem Eckgrundstück Standartenstraße 9–11/Margarethenstraße 20, dem heutigen Standort des Kammermusiksaals der Philharmonie. Weil hier Baulichkeiten für Hitlers „Welthauptstadt Germania“ geplant waren und das Grundstück auf der geplanten Nord-Süd-Achse lag, erhielt Italien für einen repräsentativen Ersatzbau im neuen Botschaftsviertel in unmittelbarer Nachbarschaft die Grundstücksparzellen Tiergartenstraße 21a, 22 und 23 sowie Graf-Spee-Straße 1, 3, 5 und 7.
Auf der Grundlage der 12. Anordnung über die Neugestaltung der Reichshauptstadt Berlin vom 10. März 1938 waren die mehrheitlich jüdischen, aber auch die nicht-jüdischen Eigentümer gezwungen, Verkaufsangebote seitens des Deutschen Reichs zu akzeptieren, um einer Zwangsenteignung zu entgehen. Der Verkauf erfolgte auf Basis eines für das gesamte Berlin einschließlich seiner Vororte geltenden Einheitsbodenwertes, der weder die Lage noch den Wert der sich auf den Grundstücken befindlichen Gebäude berücksichtigte. So war auf dem Grundstück Tiergartenstraße 21a im Jahr 1871 eine repräsentative Villa durch den ehemaligen Bankier Louis Perl und seine Frau Marianne, geb. Beschütz errichtet worden, die seine Schwiegertochter 1928 aufwendig zum Ausstellungsgebäude der Berliner Secession hatte umbauen lassen. Der Verkaufserlös der vormals jüdischen Eigentümer wurde auf Sperrkonten eingefroren und stand ihnen zu keinem Zeitpunkt zur freien Verfügung. 
Im Zuge von Anträgen auf Rückerstattung entzogener Vermögen einigten sich die Bundesrepublik Deutschland und die Antragsteller 1959 innerhalb eines Vergleichs auf eine Ersatzleistung, bei der sich jedoch die vom Deutschen Reich aufgebrachten Aufwendungen für das neue Gesandtschaftsgebäude erheblich mindernd auf die Ausgleichszahlung auswirkten. Eine Rückübertragung blieb den vorherigen Eigentümern hingegen mit dem Hinweis verwehrt, es handele sich um exterritoriales Gebiet, obwohl zum Zeitpunkt des Rückerstattungsverfahrens das Deutsche Reich noch als Eigentümer im Grundbuch vermerkt war.
Das von Friedrich Hetzelt entworfene Gebäude der italienischen Botschaft in der Tiergartenstraße / Ecke Graf-Spee-Straße (seit 1990: Hiroshimastraße) entstand zwischen 1939 und 1941. Das Königreich Italien war neben dem japanischen Kaiserreich eine Achsenmacht, also ein Verbündeter des Deutschen Reichs.
Das Botschaftsgebäude wurde am Ende des Zweiten Weltkriegs stark beschädigt und anschließend notdürftig wieder aufgebaut. Es lag seit 1945 im britischen Sektor in der Viersektorenstadt Berlin. Die Ansiedlung der Hauptstadtorgane der neuen Bundesrepublik Deutschland in Bonn hatte zur Folge, dass Italien das Bauwerk nur in seinem Westflügel als Konsulat für West-Berlin nutzte. Die italienische Botschaft befand sich in Bonn in der Karl-Finkelnburg-Straße 51 im Godesberger Villenviertel.
Mit der diplomatischen Anerkennung der DDR durch Italien im Jahr 1973 bezog die dortige italienische Botschaft das Gebäude Unter den Linden 40 in Ost-Berlin.
Die Verlegung des Sitzes der Bundesregierung nach Berlin erforderte auch eine Verlegung der diplomatischen Missionen von Bonn nach Berlin. Der italienische Staat, noch immer Eigentümer des Geländes am Tiergarten, gab seine Botschaftsräume in Ost-Berlin auf und ließ zwischen 1999 und 2003 das historische Gebäude wieder aufbauen. Es steht inzwischen unter Denkmalschutz. Sowohl in der Architektur als auch in der Geschichte ähnelt es somit stark der auf der anderen Seite der Hiroshimastraße liegenden japanischen Botschaft. Seit der Wiedereröffnung im Jahr 2003 ist es zugleich die Residenz des italienischen Botschafters.

## Architektur und Baubeschreibung

### Baukörper und Fassade
Das Botschaftsgebäude wurde als Dreiflügelanlage entworfen, die sich stilistisch an Vorbildern römischer Palazzi der Renaissance orientierte, diese jedoch mit einer strengen neoklassizistischen Formensprache vereinte. Insgesamt verfügt das Bauwerk über vier Geschosse, von denen drei sichtbar sind und das oberste verborgen hinter der Attika liegt. Der östlich ausgerichtete Kanzleiflügel zur Hildebrandtstraße beherbergt die Konsulatsräume, der westliche Residenzflügel zur Hiroshimastraße die Wohn- und Empfangsräume des Botschafters.
Das Hauptportal liegt nördlich ausgerichtet zur Tiergartenstraße, innerhalb eines monumentalen Risalits, der durch sechs kolossale Säulen der toskanischen Ordnung gegliedert ist. Vor dem Risalit befindet sich ein Altan mit einer schmiedeeisernen Brüstung, der von acht paarweise angeordnete Säulen getragen wird.
Während das gesamte Sockelgeschoss mit römischem Travertin verkleidet ist, sind die Obergeschosse in altrosa Farbe verputzt. Das weit auskragende Kranzgesims, die Attika und die Fensterumrahmungen bestehen auch aus römischem Travertin, der bereits in der Antike im Römischen Reich häufig verwendet wurde und hier Bezug auf die römische Architekturtradition nimmt.
Die im ersten Obergeschoss liegende Beletage mit den Repräsentationsräumen weist deutlich großzügigere Deckenhöhen und Fenstergrößen als die anderen Geschosse auf. Zudem werden hier an den Risaliten die zentralen Achsen durch gesteigerten Bauschmuck und Balkone hervorgehoben.
Der Innenhof wird durch eine Kolonnade vom Außenbereich getrennt. Diese besteht aus einem Werksteinsockel und den darauf angeordneten toskanischen Säulenpaaren. Kriegsbedingt ist der nordöstliche Bereich der Säulen zerstört und bewusst nicht wiederhergestellt worden.
Im Zuge des Wiederaufbaus wurde das Gebäude nach Plänen von Vittorio De Feo um eine Terrasse ergänzt, die über eine Freitreppe zu erschließen ist. 

### Innenräume
Nach Betreten des Hauptportals gelangt der Besucher zunächst in einen länglichen Verbindungsraum mit einem Treppenaufgang. Dieser wird durch Säulen umsäumt, zwischen denen beidseits zur Dekoration jeweils zwei Wannen als Bezugnahme auf die römische Thermenkultur stehen. Aus der anschließenden Eingangshalle, die mit historischen italienischen Wandteppichen ausgestattet ist, eröffnet sich eine geschwungene Marmortreppe, die von einem königsblauen Veloursteppich bedeckt ist und in die Säulengalerie führt. Von hier aus kann der Festsaal als architektonischer Höhepunkt des Gebäudes betreten werden. Dieser wird durch marmorne Pilaster gegliedert und wird von zwei farbenfrohen Kronleuchtern aus Muranoglas erhellt. Zwischen den Pilastern befinden sich entweder Türen, Spiegel oder Fenster, die jeweils durch einen monumentalen Segmentbogengiebel beschmückt sind. Die Wandflächen sind in einem sanften Blauton verputzt. Der Festsaal wird für öffentliche Veranstaltungen genutzt.

## Abteilungen der Botschaft
Neben dem Büro des Botschafters befinden sich folgende Abteilungen in der Botschaft: Konsular-, Kultur-, Presse- und Militärabteilung, politische Abteilung, Wirtschafts- und Handelsabteilung, Verwaltungsabteilung, Abteilung Soziales und Koordination der Konsulate sowie das italienische Kulturinstitut. Die Botschaft beherbergt auch eine Außenstelle der italienischen Auslandshandelskammer in Frankfurt am Main.

## Weitere Vertretungen in Deutschland
Neben der Botschaft in Berlin unterhält die Italienische Republik Generalkonsulate in Frankfurt am Main, Hannover, Köln, München und Stuttgart, Konsulate in Freiburg im Breisgau und Dortmund sowie Honorarkonsulate in Wolfsburg, Bremen, Dresden, Hamburg, Kiel, Leipzig, Nürnberg und Saarbrücken.